# Kabinett Koizumi II (Umbildung)
Das umgebildete zweite Kabinett Koizumi (jap. 第2次小泉改造内閣, dainiji Koizumi kaizō naikaku) regierte Japan unter Führung von Premierminister Jun’ichirō Koizumi vom 27. September 2004 bis zur Ernennung des Nachfolgekabinetts am 21. September 2005. Koizumi löste das Shūgiin am 8. August auf und konnte bei der folgenden Shūgiin-Wahl seine Mehrheit ausbauen.

## Staatsminister
| Amt | Name                                    | Bild                    | Partei  | Faktion   |
| --- | --------------------------------------- | ----------------------- | ------- | --------- |
| Premierminister | Jun’ichirō Koizumi                      | Jun’ichirō Koizumi      | LDP     | (Mori)    |
| Minister für Innere Angelegenheiten und Kommunikation - zuständig für Volkssport                                                                    | Tarō Asō                                | Tarō Asō                | LDP     | Kōno      |
| Justizministerin - zust. für die Erziehung der Jugend und die Bekämpfung des Geburtenrückgangs                                                      | Chieko Nōno                             | Chieko Nōno             | LDP     | Mori      |
| Außenminister | Nobutaka Machimura                      | Nobutaka Machimura      | LDP     | Mori      |
| Finanzminister | Sadakazu Tanigaki                       | Sadakazu Tanigaki       | LDP     | Tanigaki  |
| Minister für Bildung, Kultur, Sport, Wissenschaft und Technologie                                                                                   | Nariaki Nakayama                        | Nariaki Nakayama        | LDP     | Mori      |
| Minister für Gesundheit, Arbeit und Soziales | Hidehisa Otsuji                         | Hidehisa Otsuji         | LDP     | Hashimoto |
| Minister für Landwirtschaft, Forsten und Fischerei                                                                                                  | Yoshinobu Shimamaura bis 8. August 2005 | Yoshinobu Shimamura     | LDP     | Kamei     |
| Minister für Landwirtschaft, Forsten und Fischerei                                                                                                  | Jun’ichirō Koizumi kommissarisch        | Jun’ichirō Koizumi      | LDP     | Mori      |
| Minister für Landwirtschaft, Forsten und Fischerei                                                                                                  | Mineichi Iwanaga ab 11. August 2005     | Mineichi Iwanaga        | LDP     | Horiuchi  |
| Minister für Wirtschaft, Handel und Industrie - zust. für die Weltausstellung                                                                       | Shōichi Nakagawa                        | Shōichi Nakagawa        | LDP     | Kamei     |
| Minister für Land, Infrastruktur und Transport - zust. für die Übertragung von Hauptstadtfunktionen und Tourismus                                   | Kazuo Kitagawa                          | Kazuo Kitagawa          | Kōmeitō | —         |
| Umweltministerin Staatsministerin für Angelegenheiten von Okinawa und der Nördlichen Territorien - zust. für globale Umweltfragen                   | Yuriko Koike                            | Yuriko Koike            | LDP     | Mori      |
| Chefkabinettssekretär Staatsminister für Geschlechtergleichstellung                                                                                 | Hiroyuki Hosoda                         | Hiroyuki Hosoda         | LDP     | Mori      |
| Vorsitzender der Nationalen Kommission für Öffentliche Sicherheit Staatsminister für Katastrophenschutz - zust. für Notstandsgesetzgebung           | Yoshitaka Murata                        | Yoshitaka Murata        | LDP     | Horiuchi  |
| Leiter der Verteidigungsbehörde | Yoshinori Ōno                           | Yoshinori Ōno (cropped) | LDP     | Yamasaki  |
| Staatsminister für den Finanzsektor | Tatsuya Itō                             | Tatsuya Itō             | LDP     | Hashimoto |
| Staatsminister für Wirtschafts- und Steuerpolitik - zust. für die Postprivatisierung                                                                | Heizō Takenaka                          | Heizō Takenaka          | LDP     | —         |
| Staatsminister für Deregulierung, Wiederbelebung der Industrie - zust. für Verwaltungsreform, Strukturreform in Sonderbereichen                     | Seiichirō Murakami                      | Seiichirō Murakami      | LDP     | Kōmura    |
| Staatsminister für Wissenschafts- und Technologiepolitik, Lebensmittelsicherheit und Ernährungserziehung - zust. für Kommunikationstechnologie (IT) | Yasufumi Tanahashi                      | Yasufumi Tanahashi      | LDP     | Tsushima  |

Anmerkung: Der Premierminister gehört während seiner Amtszeit offiziell keiner Faktion an.

## Rücktritt
- Landwirtschaftsminister Shimamura gehörte zu den Gegnern der Postprivatisierung, den sogenannten „LDP-Rebellen“, und trat wegen der Entscheidung Koizumis zu vorgezogenen Neuwahlen zurück.[3]